# Phrudocentra
Phrudocentra är ett släkte av fjärilar. Phrudocentra ingår i familjen mätare.

## Dottertaxa tillPhrudocentra, i alfabetisk ordning[1]
- Phrudocentra abscondita
- Phrudocentra aeretincta
- Phrudocentra affinis
- Phrudocentra agari
- Phrudocentra albiceps
- Phrudocentra albicoronata
- Phrudocentra albimacula
- Phrudocentra anomalaria
- Phrudocentra catenata
- Phrudocentra centrifugaria
- Phrudocentra concentrata
- Phrudocentra condensata
- Phrudocentra contaminata
- Phrudocentra discata
- Phrudocentra eccentrica
- Phrudocentra flaccida
- Phrudocentra genuflexa
- Phrudocentra giacomelli
- Phrudocentra heterospila
- Phrudocentra hollandaria
- Phrudocentra hydatodes
- Phrudocentra impunctata
- Phrudocentra inquilina
- Phrudocentra intermedia
- Phrudocentra janeira
- Phrudocentra jaspidaria
- Phrudocentra kingstonaria
- Phrudocentra kinstonensis
- Phrudocentra leuconyssa
- Phrudocentra lucens
- Phrudocentra marcida
- Phrudocentra mecospila
- Phrudocentra mitigata
- Phrudocentra neis
- Phrudocentra nigroapicalis
- Phrudocentra nigromarginata
- Phrudocentra niveiceps
- Phrudocentra opaca
- Phrudocentra protractaria
- Phrudocentra punctata
- Phrudocentra pupillata
- Phrudocentra senescens
- Phrudocentra sixola
- Phrudocentra sordulenta
- Phrudocentra stellataria
- Phrudocentra subaurata
- Phrudocentra submaculata
- Phrudocentra taediata
- Phrudocentra tanystys
- Phrudocentra tenuis
- Phrudocentra trimaculata
- Phrudocentra vagilinea
- Phrudocentra viridipurpurea
- Phrudocentra vitiosaria
- Phrudocentra vivida